# Talia Shire
Talia Shire (ur. 25 kwietnia 1946 w Nowym Jorku) – amerykańska aktorka filmowa, siostra Francisa Forda Coppoli.

## Filmografia

### Reżyserka
- Tajemnica jednej nocy (One Night Stand, 1995)

### Aktorka
- Horror w Dunwich (The Dunwich Horror, 1970) jako pielęgniarka Cora
- Gaz-z-z (Gas-s-s-s, 1971) jako Coralee
- Ojciec chrzestny (The Godfather, 1972) jako Constanzia ‘Connie’ Corleone Rizzie
- Un homme est mort (1972) jako makijażystka
- Ojciec chrzestny II (The Godfather: Part II, 1974) jako Constanzia ‘Connie’ Corleone
- Foster i Laurie (Foster and Laurie, 1975) jako Adelaide Laurie
- Pogoda dla bogaczy (Rich Man, Poor Man, 1976) jako Teresa Santoro
- Rocky (1976) jako Adrian
- Zabijcie mnie, jeśli zdołacie (Kill Me If You Can, 1977) jako Rosalie Asher
- Daddy, I Don't Like It Like This (1978) jako Carol Agnelli
- Rocky II (Rocky II, 1979) jako Adrian
- Old Boyfriends (1979) jako Dianne Cruise
- Przepowiednia (Prophecy, 1979) jako Maggie Verne
- Windows (1980) jako Emily Hollander
- Rocky III (Rocky III, 1982) jako Adrian
- Rocky IV (Rocky IV, 1985) jako Adrian
- Rad (1986) jako pani Jones
- Krwawy trop, czyli historia mafijnej zony (Blood Vows: The Story of a Mafia Wife, 1987) jako Gina
- Nowojorskie opowieści (New York Stories, 1989) jako Charlotte
- Ojciec chrzestny III (The Godfather: Part III, 1990) jako Constanzia ‘Connie’ Corleone
- Rocky V (Rocky V, 1990) jako Adrian
- Cold Heaven (1991) jako siostra Martha
- Mark Twain and Me (1991) jako Jean Clemens
- Śniadanie do łóżka (Bed & Breakfast, 1992) jako Claire
- Babskie sprawy (Chantilly Lace, 1993) jako Maggie
- Śmiertelna pułapka (Deadfall, 1993) jako Sam
- A River Made to Drown In (1997) jako matka Jaime’ego
- Born into Exile (1997) jako Donna Nolan
- Rozwód – współczesny western (Divorce: A Contemporary Western, 1998) jako Lacey
- Polowanie na mężczyznę (The Landlady, 1998) jako Melanie Leroy
- Palmer's Pick Up (1999) jako pan Price
- Alibi (Lured Innocence, 1999) jako Martha Chambers
- The Wizyta (Visit, 2000) jako Marilyn Coffey
- Wybuchowa rodzinka (The Whole Shebang, 2000) jako Contessa Bazinni
- Cztery siostry (Kiss the Bride, 2002) jako Irena Sposato
- Family Tree (2003) jako Patricia
- Dunsmore (2003) jako Mildred Green
- Jak być sobą (I Heart Huckabees, 2004) jako pani Silver
- Propaganda (Pomegranate, 2005) jako Ciotka Sophia